# Giv'at Amal Bet
Giv'at Amal Bet (hebrejsky: 'גבעת עמל ב) je čtvrť v centrální části Tel Avivu v Izraeli. Je součástí správního obvodu Rova 4 a samosprávné jednotky Rova Bnej Dan. Tvoří jižní podčást čtvrti Bavli.

## Geografie
Leží na severovýchodním okraji centrální části Tel Avivu, cca 2,5 kilometru od pobřeží Středozemního moře a cca půl kilometru od jižního břehu řeky Jarkon, v nadmořské výšce okolo 10 metrů. Podél východního okraje čtvrtě vede takzvaná Ajalonská dálnice (dálnice číslo 20), se kterou paralelně vede také železniční trať. Podél této dálnice ústí do Jarkonu z jihu tok Nachal Ajalon.

## Popis čtvrti
Čtvrť na jihu vymezuje ulice ha-Rav Šlomo Goren a Ja'abec, na východě Ajalonská dálnice a na západě třída Derech Namir. Na severu sousedí s okrskem Bavli, za jehož podčást je počátána. Zástavba má charakter husté blokové městské výstavby.  Na jih odtud leží nově budovaná čtvrť Park Cameret tvořená souborem výškových obytných budov.